# Kołodno (rejon stoliński)
Kołodno (biał. Калоднае; ros. Колодное) – wieś na Białorusi, w obwodzie brzeskim, w rejonie stolińskim, w sielsowiecie Radczysk, przy drodze republikańskiej .
Znajduje się tu cerkiew prawosławna pw. św. Dymitra Sołuńskiego, podlegająca parafii w Radczysku.

## Historia
12-13 lipca 1863 pod Kołodnem miała miejsce ostatnia bitwa oddziału Romualda Traugutta, zakończona porażką powstańców styczniowych.
W dwudziestoleciu międzywojennym Kołodno leżało w Polsce, w województwie poleskim, w powiecie stolińskim, do 18 kwietnia 1928 gminie Radczysk, następnie w gminie Płotnica. Po II wojnie światowej w granicach Związku Sowieckiego. Od 1991 w niepodległej Białorusi.
Urodziła tu się polska rzeźbiarka i malarka Helena Skirmunt.